# 煉化もち
煉化もち（れんがもち）は北海道江別市野幌のお菓子である。山サ煉化餅本舗株式会社が製造を主に行っており、市内のパーキングエリア等で購入することが可能である。
2019年9月時点では、同年8月の店舗への車事故の影響で、営業日に制限がある。

## 沿革

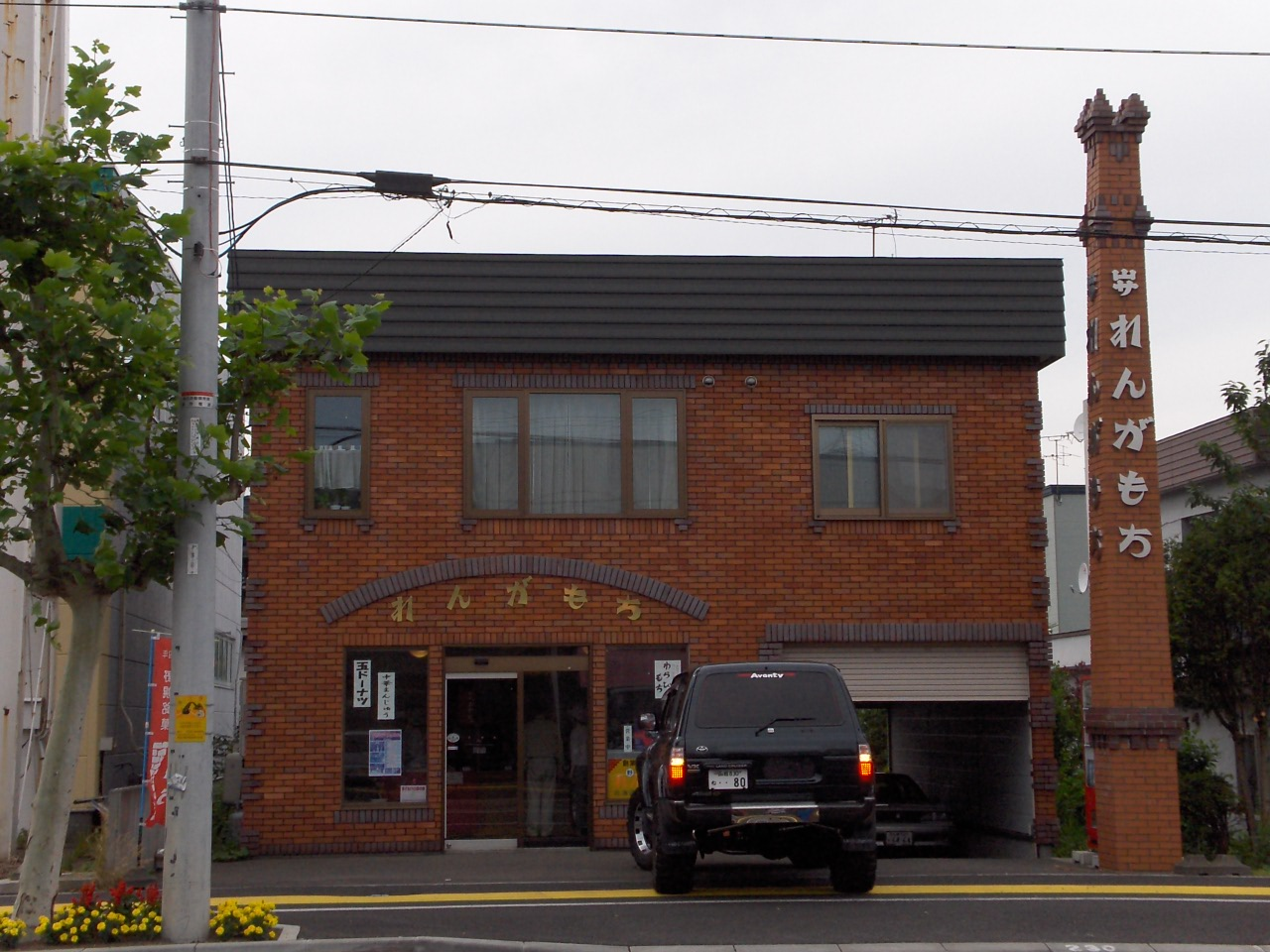
山サ煉化餅本舗

煉化もちは1901年より、久保兵太郎（久保栄の父）によって発案・佐野利吉により創業されて以来、江別市の銘菓となっている。久保兵太郎は、北海道炭礦鉄道会社の野幌煉瓦工場を経営しており、そこで行われていた煉瓦の製法にヒントを経て「煉瓦餅」を考案した。
その後工場で雑貨商を営む佐野利吉が、この「煉瓦餅」を製造する会社を創業。食べ物であることを考慮し、建材などに使用する「瓦」という文字を変更することとした。そこで、「瓦は食べられないが、瓦が化けると食べることができるだろう」という発想から、「煉化餅」として販売を開始した。1985年に製造元の廃業で一度廃れたが、1993年に新しく「煉化もち」として製造を再開した。

## 概要
煉化もちは江別のれんがをモチーフに長方形にかたどられた餅であり、中にこしあんが入っている。甘さが抑えられているほか、北海道産の無農薬もち米を使用し、添加物が加えてられていない点が特徴である。
もち米を一度粉末にしてから加工する製法で、十勝産のあずきが主原料である。10個入りと20個入りが販売されており、道央自動車道野幌パーキングエリア等で購入できる。
パッケージは煉瓦づくりを思い起こさせる煙突の絵が描かれている。石川啄木は1908年の「小樽日報」に寄せた「雪中行」にて、「白石厚別を過ぎて次は野幌。睡眠不足で何かしら疲労を覚えて居る身は、名物の煉瓦餅を買ふ気にもなれぬ。」と当時の煉瓦餅について触れている。